# Haplogrup N del cromosoma Y humà
L'haplogrup N del cromosoma Y humà és un haplogrup format a partir de l'haplotip LLY22G del cromosoma Y humà.
Aquest haplogrup apareix a l'Europa occidental, així com al llarg de Rússia, el nord d'Escandinàvia i Finlàndia.
És descendent de l'haplogrup K, i es creu que va ser el primer a aparèixer a Sibèria fa milers d'anys. Va ser transportat per Euràsia per grans migracions de parlants de llengües uràliques.
Quant a l'origen geogràfic de l'haplogrup N, és important fer notar que els cromosomes Y pertanyents a l'haplogrup N així com al parafilètic no diferenciat NO* es troben en elevades proporcions entre les poblacions de l'est d'Àsia, incloent-hi els japonesos, i que l'haplogrup O, que és el "germà" de l'N en l'arbre filogenètic, es troba quasi exclusivament a l'extrem oriental d'Àsia, on és l'haplotip modal. Això suggereix una relació prehistòrica entre els protouralians i la majoria dels ancestres de diversos pobles que han estat arqueològicament i històrica lligats amb la regió de la Xina.
Haplogrup N és el grup ancestral per als N1, N2, i N3.